# 明石レッドソルジャーズ
明石レッドソルジャーズ（あかしレッドソルジャーズ、英: Akashi Red Soldiers）は、かつて存在した日本のプロ野球球団。兵庫県を拠点に、関西独立リーグ (初代)に所属していた。2008年に発足し、2009年よりリーグに加盟。2011年以降は活動休止となり、その状態でリーグ自体が活動を停止した。

## 概要
設立当初は「播磨レッドソルジャーズ」の名称で、姫路市・高砂市などを含む播磨地区の広域を活動拠点にする予定であった。しかし、野球を通じた地域振興を進めていた明石市を本拠とすることになり、2008年9月24日にチーム名を変更した。同時に明石公園野球場を本拠地球場とすることが決まった。このほかに高砂市野球場や兵庫県立淡路佐野運動公園野球場、さらに豊岡市のこうのとりスタジアムでも公式戦を開催した。
上記の名称変更は、明石市が運営面での支援を約束する前提でなされたもので、当時明石市長であった北口寛人が後援会長を務めたり市の施設に球団事務所を置いたりした。しかし、この名称のために明石市以外の県西部に所在する企業がスポンサーを辞退し、運営面に影響をもたらした。さらに市による球団への支援は、市民から問題視された（詳細は後述）ことで、初年度終了後に事実上取りやめとなった。また、本拠地の明石公園野球場には照明設備がなく、リーグ発足前には移動式の照明設備を設置する構想について兵庫県議会で井戸敏三知事から「整備する方向で検討する」と表明があったが、実現することがなく、試合はすべてデーゲームで開催された。
初年度は主催36試合1万8959人（1試合平均527人）だった観客動員は、2年目には主催34試合で3435人（1試合平均101人）と大きく落ち込んだ。
一連の経営環境の悪化で2年目のシーズンで活動を休止した。

## 沿革
- 2008年 - 発足。
- 2010年6月17日 - 経営難のため選手の給料を6月分より全額カットすることとなった。
- 2010年8月20日 - 北川公一監督の体調が万全でないことから、本人の申し出により休養すると発表。監督代行には、藤本博史兼任コーチが就任する[4]。
- 2010年10月28日 - ドラフト会議で深江真登がオリックス・バファローズから5位で指名を受け、リーグ初のNPBドラフト指名者となった。
- 2010年12月 - 藤本監督代行以外の全選手・コーチとの契約を解除したと報じられる[5]。報道によると、球団事務所も閉鎖して大村節二球団代表が事実上一人で運営する状況になっており、「存続が危ぶまれる事態」と述べられている。
- 2011年1月11日 - 大村代表が胆嚢癌のため死去。関西リーグはレッドソルジャーズの存否も含めた運営計画の総見直しを迫られる事態になった。
- 2011年1月27日 - 2011年シーズン前期の活動休止を決定[6]。

リーグや球団から公式のコメントはなかったが、同年度後期以降も明石の試合は実施されず、休止を継続したままリーグが活動を停止した。

## 成績
| 年度 | 期 | 監督                       | 順位 | 試合 | 勝利 | 敗戦 | 引分 | 勝率 | ゲーム差 |
| ---- | -- | -------------------------- | ---- | ---- | ---- | ---- | ---- | ---- | -------- |
| 2009 | 前 | 北川公一                   | 4    | 36   | 14   | 20   | 2    | .412 | 5.0      |
| 2009 | 後 | 北川公一                   | 2    | 36   | 18   | 16   | 2    | .529 | 4.0      |
| 2010 | 前 | 北川公一                   | 3    | 33   | 13   | 14   | 6    | .412 | 3.0      |
| 2010 | 後 | 北川公一→ 藤本博史（代行） | 2    | 33   | 18   | 11   | 4    | .621 | 4.0      |

## マスコット
ソルちゃん。誕生日は2008年7月1日。公式Webページ「球団マスコットキャラクター」の欄には名前が記述されていなかった。
リーグのマスコットでは唯一の人間系キャラクターであった（人間に近いものとして、大阪ゴールドビリケーンズのマスコットがいた）。タコ（明石ダコ）をモチーフとしており、かぶっている帽子からはタコの足に類似した突起が伸びている。公式イラストでは右手に鯛を抱えて左手にバット状の丸太を持った姿であった。鼻には絆創膏を貼っている。泳ぎや暑さ（夏）、熱湯が苦手という設定がなされていた。
戦士をイメージしている。背番号は「135」（ホームタウンである明石市を通過する日本標準時子午線から）。
球団スポンサーの山陽電気鉄道は、2009年に沿線ガイドの広報誌『escort』6月号の表紙にあしらい、また図柄に描いたスルっとKANSAI「エスコートカード」を発行したことがある。

## 明石市の公金支出等に関する監査・訴訟
明石市がチームの後援会に人的支援をおこなったり施設使用料の減免をしたとされる内容が、違法な便宜供与ではないかという意見が明石市議会で出され、住民から監査請求が起こされるに至った。請求に対し市の監査委員は2009年11月に「営利活動への支援につながり、地方公務員法の職務専念義務に違反する」として支援した職員の人件費や施設使用料等19万円の返還を勧告した。これに対し住民は同年12月、北口寛人前市長（支援を行った当時の市長）に、監査委員が認めなかった部分の支出1100万円の返還を求めて神戸地方裁判所に提訴した。最終的に前市長が市に39万円を支払うことで、2011年9月に和解が成立し、原告住民は訴訟を取り下げた。